# Víctor Paz Estenssoro
Ángel Víctor Paz Estenssoro (Tarija, 2 ottobre 1907 – Tarija, 7 giugno 2001) è stato un politico boliviano.
È stato presidente della Bolivia tre volte:  dal 15 aprile 1952 al 6 agosto 1956,  dal 6 agosto 1960 al 4 novembre 1964 e dal 6 agosto 1985 al 6 agosto 1989.